# Barraca del serrat de la Glòria
|  | Per a altres significats, vegeu «Barraca del serrat de la Glòria II». |

La barraca del serrat de la Glòria és una obra de la Selva de Mar (Alt Empordà) inclosa a l'Inventari del Patrimoni Arquitectònic de Catalunya. Situada al sud del nucli urbà de la població, a la part superior del vessant oriental del Puig de la Glòria, encarada a la població del Port de la Selva. Per accedir-hi, cal agafar un trencall a mà dreta, des del camí vell a Roses, que puja a l'esplanada dels Miralls. Es tracta d'una barraca de planta quadrada, i dimensions reduïdes, construïda sota una feixa o terrassa immediatament superior, de manera que el seu mur forma continuïtat amb la travessera. La porta d'accés és rectangular, encarada a llevant i presenta una llinda monolítica d'una amplada considerable. La coberta és de falsa cúpula, mig enrunada. La construcció és feta mitjançant la tècnica de la paret seca, emprant pedra llicorella. A les cantonades, les lloses són de mida més gran. L'interior és de dimensions també reduïdes, amb la roca natural aplanada artificialment per circular-hi i destinat a aixopluc temporal o per l'emmagatzematge d'estris del camp. Presenta una alçada aproximada d'un metre i mig i una amplada de mur de mig metre. La superfície total de la cabana és d'uns quatre metres quadrats.

## Història
L'origen històric de les barraques de pedra seca es remunta a èpoques ancestrals, no ben definides, i tradicionalment s'ha dividit funcionalment entre cabanes de pastors i cabanes de vinya i olivars.
Al Cap de Creus hom pot generalitzar que les cabanes de vinya van lligades al moment àlgid de l'explotació agrícola, especialment la vinícola a partir dels segles xviii i xix. El conreu de vinyes va ser impulsat pel monestir de Sant Pere de Rodes, propietari d'una bona part de les terres que formen el Cap de Creus.
A partir de 1865 quan la fil·loxera començar a afectar greument a les vinyes franceses, el conreu de la vinya empordanesa es veu afavorit incrementant les seves explotacions, principalment cap a Gènova i Roma. Aquest auge va davallar amb la introducció de la fil·loxera al país cap al 1865, fent estralls en l'economia empordanesa i provocant una gran crisi en el sector, continuada de diferents migracions cap a, principalment, Cuba i Argentina.
És a partir d'aquest moment en què, hom pot parlar que el conreu de vinyes passa a ser una activitat econòmica secundària i complementària a la pesca, l'horticultura o el conreu de les oliveres.
La funció bàsica de les cabanes de pedra seca era tant l'aixopluc en moments de mal temps, com a magatzem per guardar les eines de treball.
A l'Empordà, les barraques de pedra seca es troben en diversos sectors, però es poden agrupar en tres principals: el format per l'Albera i el Cap de Creus, on destaca la construcció emprant llicorella; un altre que abastaria el massís del Montgrí, de substrat calcari; i l'últim format pel paratge de la Garriga i per la serra dels Tramonts, també calcari.